# Martinique Challenger 1989
Il Martinique Challenger 1989 è stato un torneo di tennis facente parte della categoria ATP Challenger Series nell'ambito dell'ATP Challenger Series 1989. Il torneo si è giocato in Martinica dal 3 al 9 aprile 1989 su campi in cemento.

## Vincitori

### Singolare
Alexander Mronz ha battuto in finale  Dan Cassidy con il punteggio di 6–3, 7–6

### Doppio
Il torneo di doppio non è terminato